# Хинрихсен, Генри

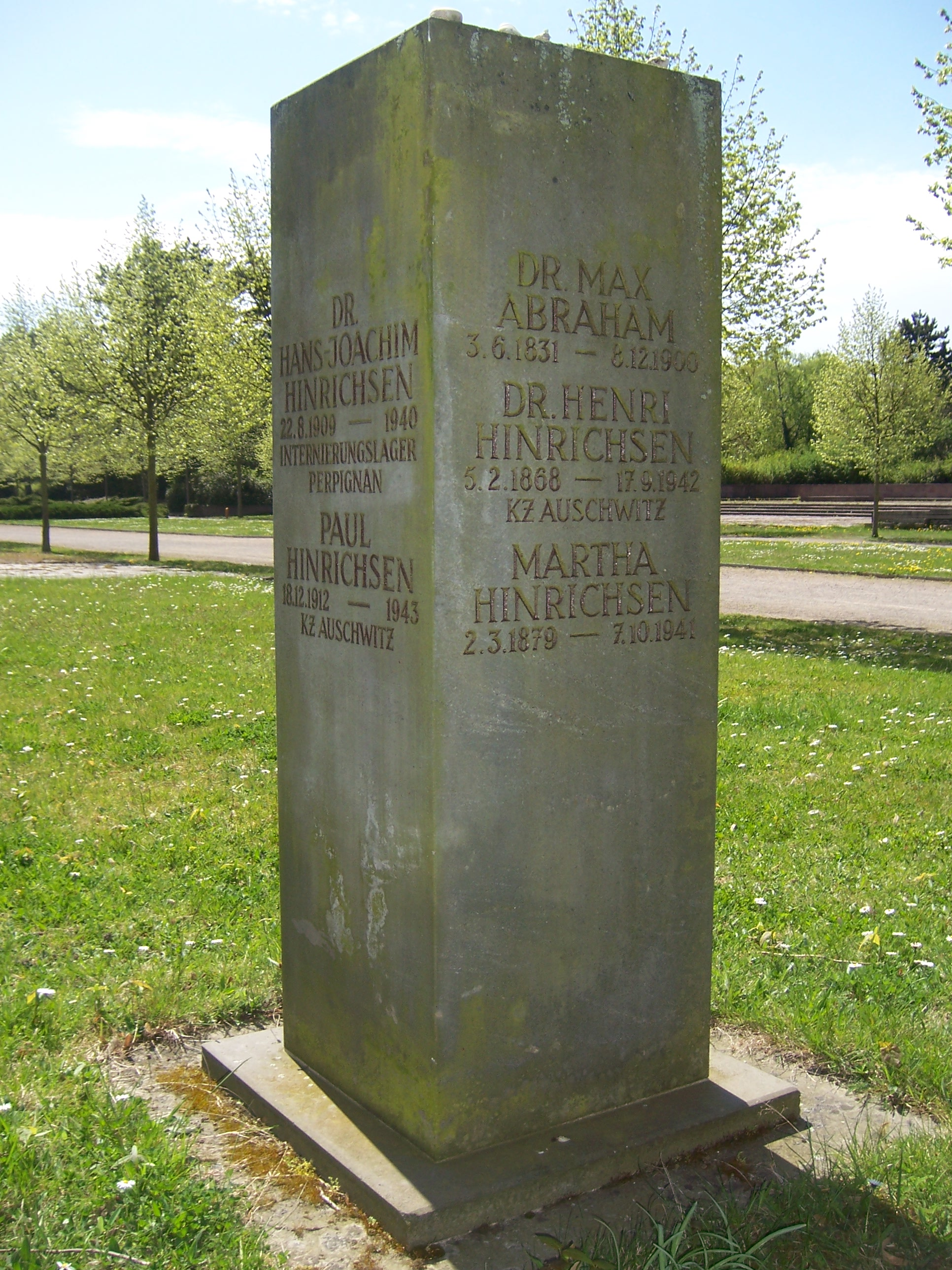
Памятник на кладбище в Лейпциге

Генри Хинрихсен (нем. Henri Hinrichsen; 5 февраля 1868, Гамбург — 17 сентября 1942, Освенцим) — немецкий издатель.

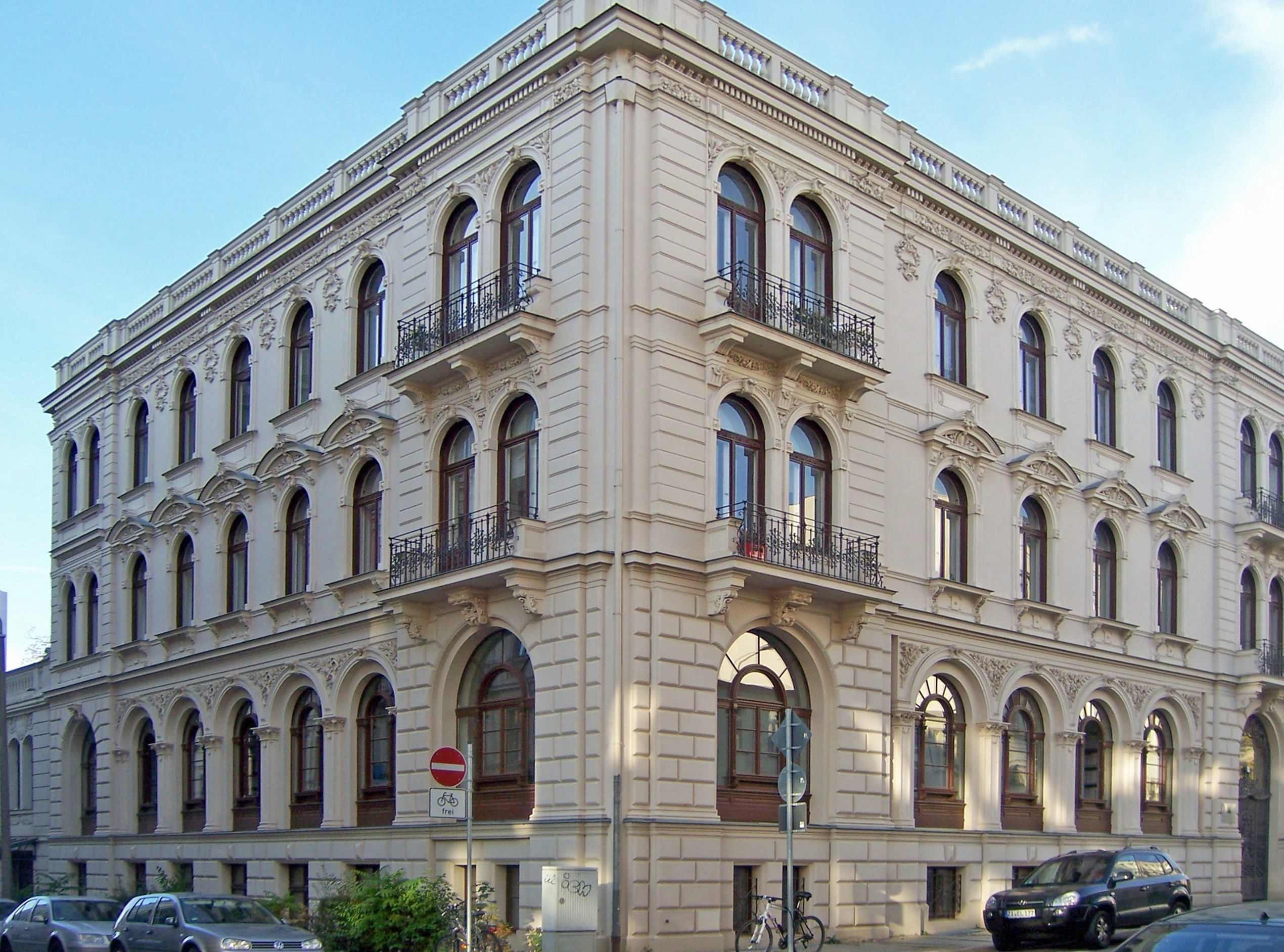
Дом в Лейпциге, где располагается издательство Петерс

## Биография
Родился 5 февраля 1868 года в Гамбурге. Учился в Лейпциге, Базеле, Брюсселе и Лондоне. В 1891 году поступил на работу в музыкальное издательство Peters в Лейпциге, принадлежавшее брату его матери Максу Абрахаму, в 1894 году стал компаньоном Абрахама, а после смерти последнего в 1900 году возглавил дело. Помимо развития издательства, профинансировал в 1911 году открытие Лейпцигской высшей женской школы (нем. Hochschule für Frauen Leipzig). В 1926 году вложил четверть стоимости (200 000 рейхсмарок) в приобретение коллекции музыкальных инструментов Вильгельма Гейера из Кёльна, которая стала основой «Музея музыкальных инструментов» Лейпцигского университета (Музей Грасси). В 1929 году Лейпцигский университет присвоил Хинрихсену звание почётного доктора. В 1930-е гг. сыновья Хинрихсена Макс (1901—1965) и Вальтер (1907—1969) основали отделения издательства в Лондоне и Нью-Йорке.
В 1938 году нацистские власти конфисковали издательство у Хинрихсена из-за его еврейского происхождения. Хинрихсен вместе с женой уехал в Брюссель, однако после немецкой оккупации Бельгии они уже не смогли покинуть страну.
Супруга Хинрихсена Марта умерла от диабета после того, как был прекращён отпуск инсулина больным-евреям, а сам Хинрихсен был отправлен в концентрационный лагерь и там погиб в 1942 году.
Памяти Хинрихсена Арнольд Шёнберг посвятил переиздание в 1949 году «Пяти пьес для оркестра Op. 16». В 2001 году именем Хинрихсена названа улица в Лейпциге (нем. Hinrichsenstraße).